# Petrona Viera
Pour les articles homonymes, voir Viera.
María Petrona Viera Garino (24 mars 1895 - 4 octobre 1960), connue sous le nom de Petrona Viera, est une peintre uruguayenne connue pour être la première femme peintre professionnelle d'Uruguay et pour sa participation au mouvement Planismo. 

## Biographie
Petrona Viera est née à Montevideo, fille de Carmen Garino et du président uruguayen Feliciano Viera. À l'âge de deux ans, Viera a contracté une méningite qui l'a rendue sourde. Ses parents ont engagé une professeure de français spécialisée dans l'éducation des sourds, Madeleine Larnaudie, qui lui a enseigné la lecture labiale et la langue des signes. 
Vers l'âge de 20 ans, Viera commença à prendre des cours privés de peinture avec l'artiste catalan Vicente Puig, mais elle cessa de travailler avec lui lorsqu'il quitta le pays quelques années plus tard. En 1922, elle commence à prendre des cours auprès de Guillermo Laborde, qui l’influence à rejoindre le mouvement Planismo. Elle commence à exposer ses peintures en 1923 et fait sa première exposition personnelle en 1926 à la Galería Maveroff. La mort de Guillermo Laborde en 1940 l'a profondément affectée et l'a amenée à modifier l'orientation de son travail.  Après sa mort, elle travaille avec Guillermo Rodríguez et commence à produire des gravures, des aquarelles et des céramiques. Elle a continué à peindre, mais ses thèmes ont changé et elle a commencé à peindre davantage de paysages et de natures mortes, délaissant les scènes de vie quotidienne et enfantine de ses débuts.

## Style et travail
Petrona Viera est associée au Planismo, un mouvement artistique uruguayen du début du XXe siècle, connu pour ses lignes austères et ses couleurs vives. Son travail présente de nombreuses caractéristiques typiques du Planismo: des lignes claires, des contours définis, des structures plates et une palette chaude composée de couleurs primaires et secondaires. Cependant, son travail diffère de celui d'autres artistes du Planismo en ce qu'elle peint des thèmes de la vie quotidienne plutôt que des paysages. Son art inclut souvent des scènes de sa maison, d'enfants jouant et lisant, de servantes et de ses sœurs, plus tard dans sa carrière, elle a changé de style et a peint plus de paysages. 

## Honneur
L'astéroïde (20025) Petronaviera est nommé en son honneur.